# 新潟市東総合スポーツセンター
新潟市東総合スポーツセンター（にいがたし ひがしそうごうスポーツセンター）は、新潟県新潟市東区にある体育館。施設は新潟市が所有し、新潟市開発公社が指定管理者として運営管理を行っている。

## 概要
1998年10月に開館。メイン・サブアリーナのほかに、クライミングルームも備えている。
- バスケ・新潟アルビレックスBBがbjリーグ時代にホームアリーナとして使用した。
- bjリーグを発展的解消して新設されたBリーグのホームアリーナ仕様である「5,000人収容」を満たしていない為、本施設はサブホームに「降格」し4試合の開催に減少した。（ホームアリーナはアオーレ長岡に移転）

## 施設概要
- メインアリーナ
  - フロア面積：1,826.82m2
  - バスケットボールコート：2面
  - バレーボールコート：3面（9人制コートは2面）
  - バドミントン：10面
  - 卓球台：30台
  - 屋内ランニングコース：1周200m
  - 観覧席：3,120席（固定席2,048席・ 移動席1,056席・車椅子席16席）
- サブアリーナ
  - フロア面積：816.09m2
  - バスケットボールコート：1面
  - バレーボールコート：1面
  - バドミントンコート：4面
  - 卓球台：12台
  - 観覧席：40席
- トレーニングルーム
- クライミングルーム

## 交通
- 新潟交通 E6 竹尾線・E7 はなみずき線 「はなみずき」バス停より徒歩約3分
  - 竹尾線は万代シテイバスセンター・新潟駅万代口発着。E60系統（木戸病院経由 竹尾 行）のみ同バス停に停車。E61系統は経由しない。
  - はなみずき線は新潟駅南口発着。E70系統（木戸病院 行）が利用可能。
  - Bリーグ公式戦開催時は、新潟駅南口から直通バスが運行される場合あり
- 東区区バス「はなみずき」バス停より徒歩約3分
  - 松崎ルートが利用可能。
- JR東新潟駅より徒歩約25分
- 国道7号（新潟バイパス）竹尾ICから約3分